# Liviu Bonchiș
Liviu Bonchiș (n. 5 ianuarie 1970, Salonta, județul Bihor) este un fotbalist român.

## Carieră
- 1984 Vagonul Arad, antrenori Mülroth "Csuli", Otto Dembrovschi
- 1989 Strungul Chișineu Criș: antrenor Ghiță Drăgan
- 1991-1993 Stagiul Militar: Marina Militară
- 1993-1995 Olimpia Salonta: antrenori Feke Gyuri, Ateșan Ghiță
- 1995-1996 Budafok LC liga secundă Ungaria antrenori Krivitz Tamás, Bicskei Bertalan
- 1996-1999 Haladas Szombathely: Liga 1 Ungaria antrenori Mihalecz István, Dajka Laszló
- 1999-2002-ZTE Liga 1 Ungaria antrenori Disztl Laszló, Bozsik Péter
- 2002-2003 Büki TK Liga secundă Ungaria antrenor Mihalecz Istvan
- 2003 noiembrie 2004 iunie Honvéd Budapest Liga secundă Ungaria, antrenor Gálhidy György
- 2004-2008 Lackenbach SV amator Austria

Meciuri jucate prima Ligă: 161 și 7 goluri marcate.

## Premii
- 2002 Campion Liga 1 Ungaria: ZTE
- Bronz Liga secundă Büki TK
- Campion Liga secundă Honvéd Budapest
- Finalist Cupa Ungariei 2004: Honvéd Budapest-Ferencváros